# Harry W. Gerstad
Harry W. Gerstad (eigentlich Harry Donald Gerstad; * 11. Juni 1909; † 17. Juli 2002) war ein preisgekrönter amerikanischer Filmeditor.

## Leben
Harry Donald Gerstad war der Sohn des Stummfilm-Kameramannes Harry W. Gerstad. In Hollywood aufgewachsen kam er bald mit der Filmindustrie in Berührung. Als Laborassistent arbeitete er für Hal Roach, Warner Bros. und RKO Pictures.
Nach dem Zweiten Weltkrieg wurde er bei RKO Filmeditor. Der Regisseur und Schnitt-Experte Edward Dmytryk war dabei sein Mentor. 1949 wurde er von Stanley Kramer zu Columbia Pictures geholt. Dort arbeitete er in der Filmschnitt-Abteilung als editing supervisor (in etwa übersetzbar als »Schnitt-Aufsichtführender«) und als ausführender Editor und gewann in diesen Funktionen zwei Oscars. Auch für Fernsehproduktionen arbeitete er als Editor und in einigen Fällen auch als Regisseur. In den 1960er Jahren arbeitete er dann für Bing Crosbys Produktionsgesellschaft, für die 20th Century Fox und für John Waynes Batjac.
1973 zog sich Herry W. Gerstad vom Film zurück und verbrachte den Rest seines Lebens mit seiner Frau Jody in Palm Springs.

## Auszeichnungen
- 1950: Oscar für Zwischen Frauen und Seilen
- 1953: Oscar für Zwölf Uhr mittags (geteilt mit Elmo Williams)
- 1968: Nominierung für den Eddie von den American Cinema Editors
- 1997: Ehrenpreis für sein Lebenswerk von den American Cinema Editors

## Filmografie (Auswahl)
- 1946: Die Wendeltreppe (The Spiral Staircase)
- 1947: Unvergessene Jahre (So Well Remembered)
- 1947: Im Kreuzfeuer (Crossfire)
- 1948: Insel des Grauens (Unknown Island)
- 1949: Zwischen Frauen und Seilen (Champion)
- 1949: Cowboy-Gangster (Tough Assignment)
- 1950: Gefährliche Leidenschaft (Deadly Is the Female); Verweistitel Gun Crazy
- 1950: Rakete Mond startet (Rocketship X-M)
- 1950: Die Männer (The Men)
- 1950: Der letzte Musketier (Cyrano de Bergerac)
- 1951: Der Tod eines Handlungsreisenden (Death of a Salesman)
- 1952: Zwölf Uhr mittags (High Noon) – editing supervisor
- 1952: Das Mädchen Frankie (The Member of the Wedding) – editing supervisor
- 1953: Die 5000 Finger des Dr. T. (The 5000 Fingers of Dr. T.) – editing supervisor
- 1953: Der Gehetzte (The Juggler)
- 1962: Das Zauberschwert (The Magic Sword) – editing supervisor
- 1962: Auf glühendem Pflaster (Walk on the Wild Side)
- 1962: Ohne Moral (Of Love and Desire)
- 1966: Batman hält die Welt in Atem (Batman)
- 1967: Die Gewaltigen (The War Wagon)
- 1969: Der Killer und die Dirne (Hard Contact)
- 1971: Big Jake
- 1972: Ben
- 1973: Der Große aus dem Dunkeln (Walking Tall)